# 論理的推論

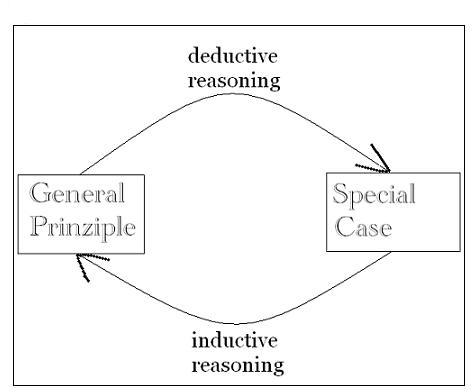
演繹と帰納

論理的推論（ろんりてきすいろん、英: logical reasoning）は、論理学において演繹、帰納、アブダクション（仮説形成）の3種類に区別され得る。前提条件 (precondition)、結論 (conclusion)、そして前提条件は結論を含意するという規則 (rule) があるとすると、それら 3種の推論は次の仕方で説明され得る。
演繹
演繹は、結論を規定することを意味する。この推論は、規則と前提条件を用いて結論を導くことである。
例えば、「雨がふると芝生は湿る。雨がふっている。したがって、芝生は湿っている。」
数学者は通常、この種の推論にかかわっている。
帰納
帰納は、規則を規定することを意味する。この推論は、前提条件の次に起こる結論の諸事例の一部から規則を学ぶことである。
例えば、「これまで、雨がふるといつも芝生は湿ってきた。したがって、雨がふると芝生は湿る。」
科学者は通常、この種の推論にかかわっている。
アブダクション（仮説形成）
アブダクションは、過去事象についての前提条件を推定することを意味する。この推論は、現在確定される結論と規則を用いて「ある前提条件が結論を説明することができるだろう」ということを裏づけることである。
例えば、「芝生が湿っている。雨がふると芝生が湿る。したがって、雨がふったに違いない。」
歴史科学者や診断専門医や探偵は通常、この種の推論にかかわっている。